# Candida (Olaszország)
Candida község (comune) Olaszország Campania régiójában, Avellino megyében.

## Fekvése
A megye keleti részén fekszik. Határai: Lapio, Manocalzati, Montefalcione, Parolise, Pratola Serra és San Potito Ultra.

## Története
A település ősét a rómaiak alapították. Nevének eredete a latin locus candidus kifejezésből származik, melynek jelentése tiszta vidék. Első írásos emléke 1045-ből származik. A következő századokban nemesi birtok volt. A 19. században nyerte el önállóságát, amikor a Nápolyi Királyságban felszámolták a feudalizmust.

## Népessége
A népesség számának alakulása:

## Fő látnivalók
- Santa Maria Assunta-templom